# L'Âme du samouraï
L'Âme du samouraï (Samurai: Heaven and Earth) est une bande dessinée racontant le voyage d'un samouraï pour sauver la femme qu'il aime. Le titre a été écrit par Ron Marz, dessiné par Luke Ross et édité par Dark Horse. Il a été traduit en France par Delcourt.

## Personnages
- Asukai Shiro : personnage principal
- Yoshiko : l'amour de Shiro qu'il recherche
- Don Miguel Ratera Aguilar Y Aragon : ambassadeur espagnol obsédé par Yoshiko

## Synopsis
L'histoire commence dans la Province de Kaga en 1704, avec une armée chinoise de plusieurs milliers de soldats attaquant un château japonais défendu par une petite centaine d'hommes. À la suite du combat, seuls deux samouraï survivent. L'un d'eux, Asukai Shiro fut assommé et enseveli sous un tas de gravas. L'autre survivant, Masahiro l'informe que Yoshiko fut prise par les Chinois. Shiro agit alors comme second pour Masahiro pour un suicide rituel. Shiro poursuit alors les chinois en Chine et combat le seigneur de guerre et sa petite armée à sa forteresse après avoir appris que Yoshiko a été vendue à un marchand d'esclaves arabe...

## La Chine envahissant le Japon
Dans ce récit, une armée chinoise envahit le Japon et attaque le Shogunat japonais. La Chine n'a jamais attaquée le Japon en 1704, le Shogunat de Tokugawa était encore au pouvoir. Si la Chine avait fait une telle chose, le Shogun aurait pris une telle attaque comme un acte de guerre.

## Éditions reliées

### Éditions françaises
- Delcourt (collection « Contrebande ») :

1. Maîtres et esclaves (2006)
2. Par-delà les mers (2008)